# Skitch Henderson
Lyle Russell Cedric "Skitch" Henderson (27. januar 1918 – 1. november 2005) var en amerikansk pianist og komponist.